# Großseifen
Großseifen (or Grossseifen) là một đô thị thuộc một ‘‘Verbandsgemeinde’’ - ở huyện Westerwald trong bang Rheinland-Pfalz, Đức. Đô thị Großseifen có diện tích km².
Đô thị này nằm ở Westerwald giữa Limburg và Siegen. Großseifen thuộc Verbandsgemeinde of Bad Marienberg, một dạng đô thị tập thể chỉ có ở bang Rheinland-Pfalz.